# 蒙古足球協會

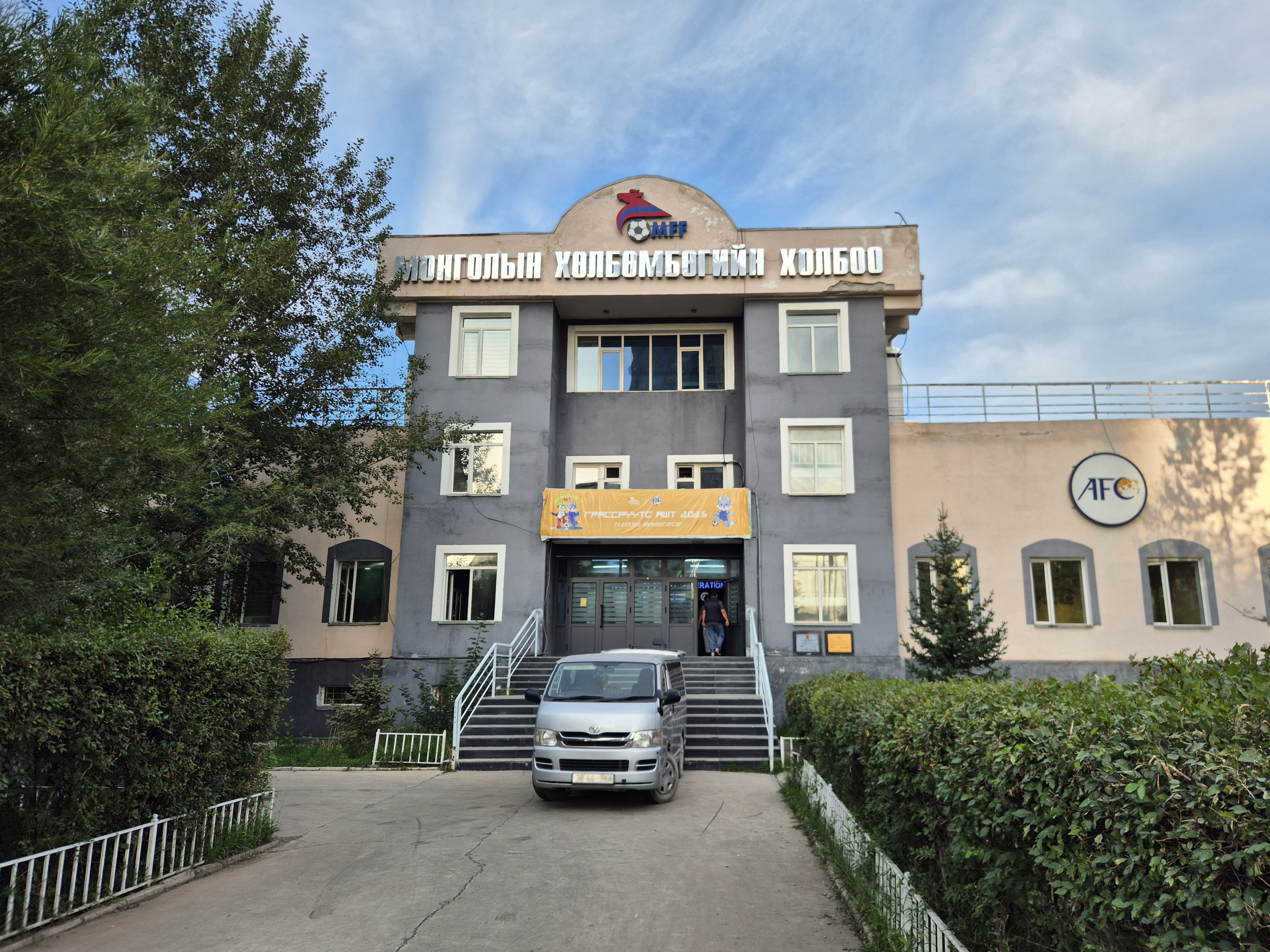
蒙古足球協會

蒙古足球協會是專門管轄蒙古足球事務的組織。該組織成立於1959年，並在1998年加入國際足協。同時，
蒙古足球協會也是亞洲足協和東亞足協的成員。

## 外部連結
- 官方網頁 （页面存档备份，存于）
- 國際足協網頁 （页面存档备份，存于）
- 亞洲足協網頁
- 東亞足協網頁 （页面存档备份，存于）